# Leesburg, Alabama
Leesburg là một thị trấn thuộc quận Cherokee, tiểu bang Alabama, Hoa Kỳ. Dân số năm 2009 là 818 người, mật độ đạt 49 người/km².